# Rio Crivăţ (Firiza)
O Rio Crivăţ é um rio da Romênia, afluente do Firiza, localizado no distrito de Maramureş.